# Janino-1
Janino-1 – osiedle typu miejskiego w Rosji, w obwodzie leningradzkim. W 2010 roku liczyło 4452 mieszkańców.